# Werner Bauer (Künstler)

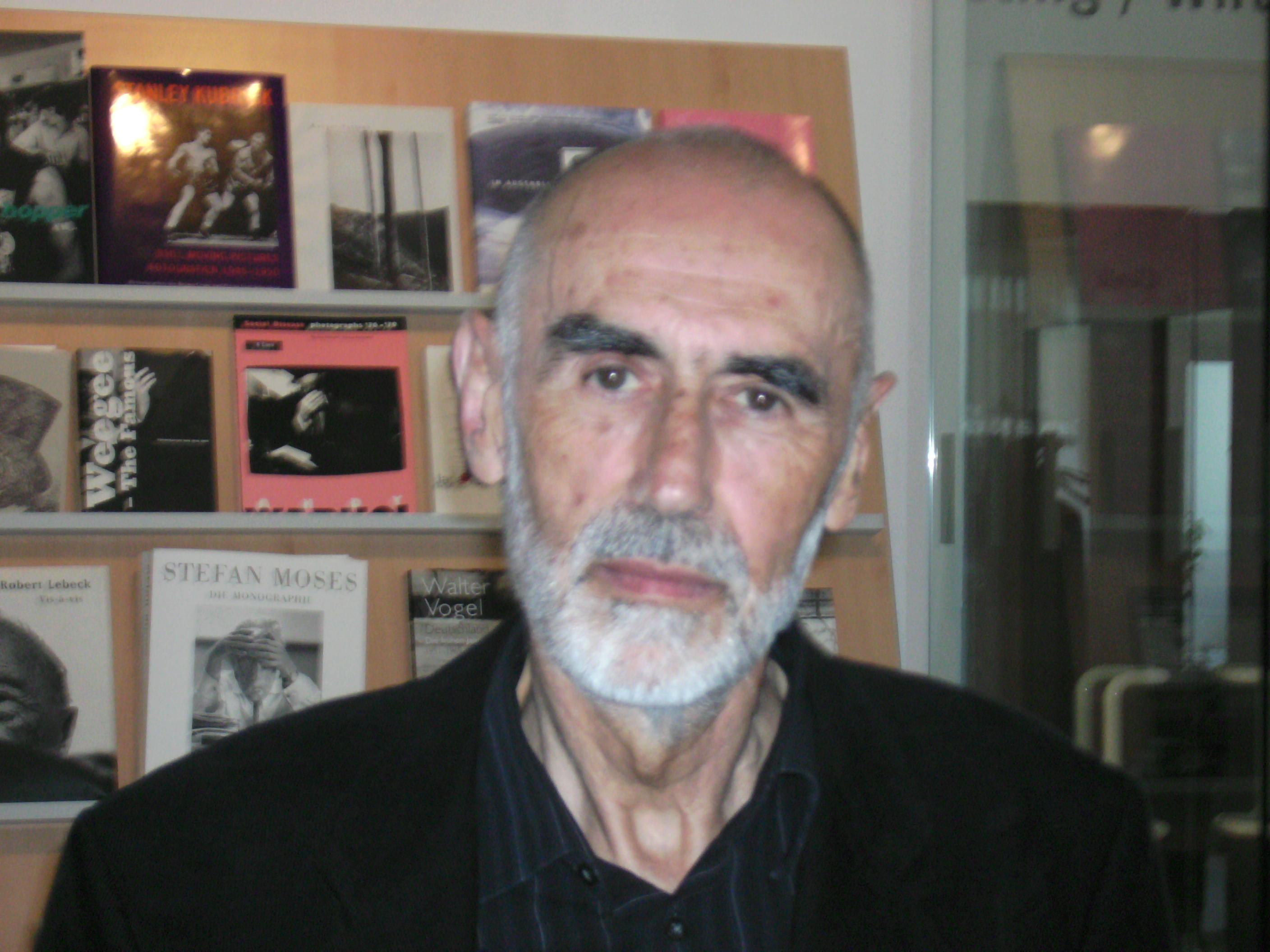
Werner Bauer, 2007

Werner Bauer (* 13. November 1934 in Völklingen; † 6. Mai 2021 in Saarbrücken) war ein deutscher Licht- und Kinetikkünstler.

## Leben und Werk
Von 1955 bis 1957 studierte Bauer für das Lehramt an weiterführenden Schulen. 1958 besuchte er im Rahmen der Sommerakademie Salzburg bei Oskar Kokoschka die „Schule des Sehens“. Danach setzte er sein Studium fort und legte 1964 sein Examen für Kunsterziehung und Werken an Realschulen ab. Von 1964 bis 1993 wirkte er als Kunsterzieher an den Realschulen in Lebach und Dillingen/Saar. Bauer heiratete 1959 die schweizerische Künstlerin Lisbeth Wysshaar und lebte von 1988 bis zu seinem Tod 2021 in Saarbrücken.

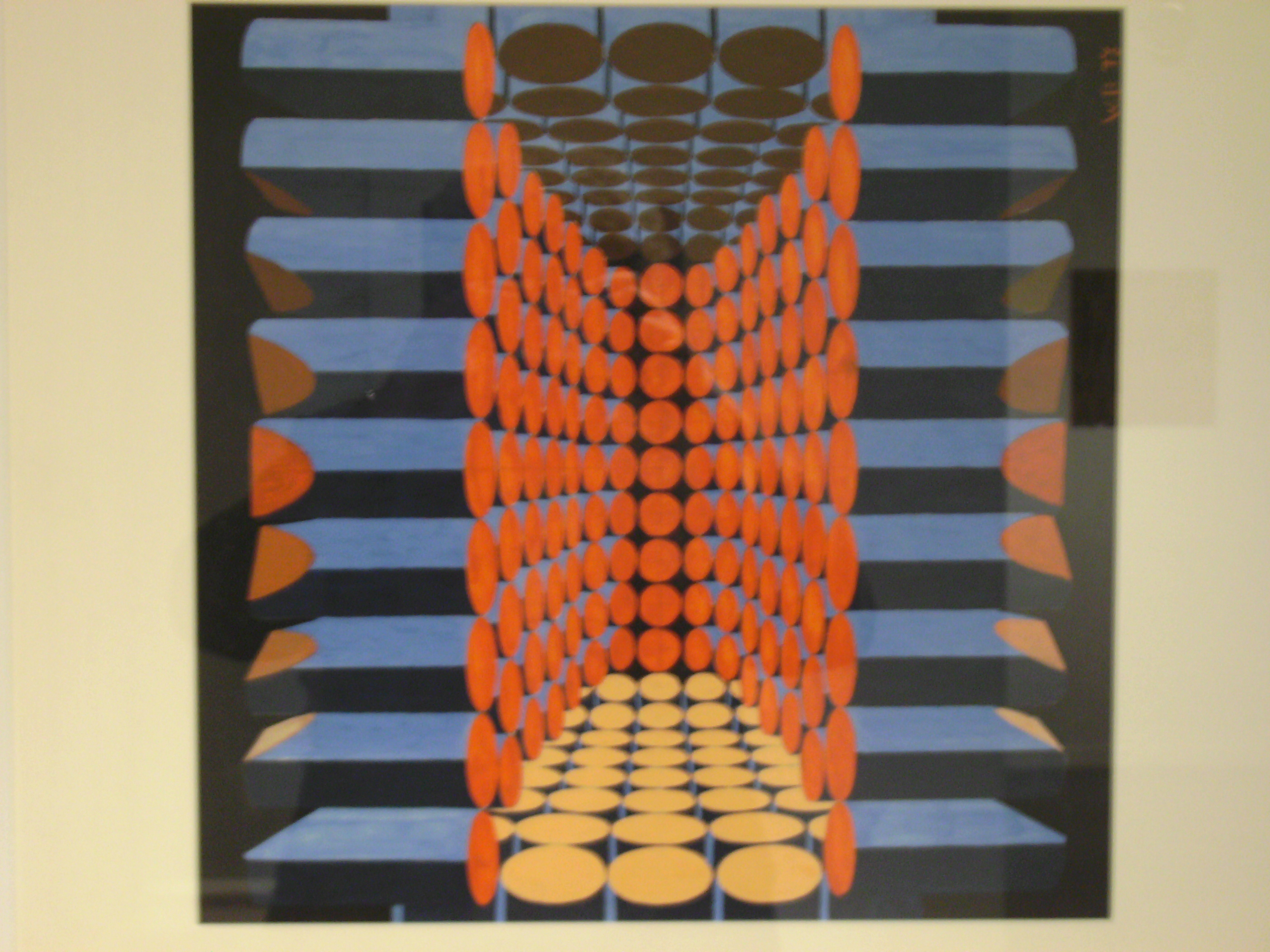
Konkret-konstruktive Arbeit o. T. Gouache (1973)

Bauer begann seinen künstlerischen Werdegang gegen Ende der 60er Jahre. Seit 1968 schuf er Arbeiten im konkreten Bereich, zunächst mit weißen, dann farbigen seriellen Holzteilen. Zu dieser Zeit interessierten ihn vor allem Licht, Bewegung und materielle Strukturen in seinem eigenen Erlebnisumfeld; er beschäftigte sich mit dem Wechselspiel von Form und Licht bei konkreten Objekten, meist aus Holz. In späteren Schaffensphasen beschäftigte er sich immer mehr mit neuen Materialien wie Plexiglas, Acrylfarben, Silikon oder Lichtfolien.
Werke Bauers besitzen die Städtische Kunstsammlung Gelsenkirchen, das Kunsthaus Graz, das Museum Tinguely in Basel und das Museum Ritter. Bauer war Teilnehmer mehrerer Kunstausstellungen im Bereich der Lichtkunst und der Kinetik,  u. a. im Zentrum für Kunst und Medientechnologie, Museum für Neue Kunst in Karlsruhe.

## Auszeichnungen/Preise
- 2006: Albert-Weisgerber-Preis für Bildende Kunst der Stadt St. Ingbert
- 2014: Kunstpreis des Saarlandes

## Einzelausstellungen (Auswahl)
- 1972: Musikhochschule Saarbrücken
- 1973: Galerie Unip – Art contemporain, Lausanne (Schweiz)
- 1973: Galerie Ring, Bühl (Schweiz)
- 1978: sohle 1, Bildgalerie der Stadt Bergkamen
- 1983: Kunstkreis (Tuttlingen)
- 1983: Feierabendhaus Rosenthal (Selb)
- 1983: Rosenthal Glasfabrik (Rosenthal AG) (Amberg)
- 1983: Moderne Galerie (Saarlandmuseum)
- 1984: Wilhelm-Hack-Museum, Ludwigshafen
- 1988: Galerie Suzel Berna, Antibes (F)
- 1995: Museum für Konkrete Kunst, Ingolstadt
- 2006: Museum Gelsenkirchen, Ausstellung seiner 50 Werke 1996–2006
- 2006: Museum St. Ingbert, umfassende Retrospektive aus Anlass der Verleihung des Albert-Weisgerber-Preises für Bildende Kunst der Stadt St. Ingbert
- 2008: lux, lucis...Deklination des Lichts, Museum Ritter, Waldenbuch
- 2009: Die Kunst, das Licht zu ordnen, Das kleine Museum – Kultur auf der Peunt, Weissenstadt
- 2010: Werner Bauer Lichtobjekte, Union Stiftung, Saarbrücken
- 2014: Museum St. Wendel (Retrospektive)